# Matt Duke
Matthew „Matt“ Duke (* 16. Juni 1977 in Sheffield) ist ein englischer Fußballspieler auf der Position des Torwarts.

## Karriere
Duke begann seine Profikarriere bei Sheffield United den örtlichen Fußballklub, für die er jedoch kein einziges Pflichtspiel bestritt, woraufhin er an FC Bury ausgeliehen wurde, konnte sich dort jedoch ebenfalls nicht durchsetzen, worauf er Sheffield United in Richtung Burton Albion verließ. Dort reifte er schnell zum Stammspieler und bestritt 78 Spiele. 2004 verpflichtete Hull City Duke als Ersatzmann für Boaz Myhill. Die Ablöse betrug nach Angaben des Vereins 20.000 Pfund die je nach Anzahl der Einsätze auf insgesamt 60.000 Pfund steigen kann. Um mehr Spielpraxis zu bekommen, wurde Duke in der Saison 2005/06 für jeweils einen Monat an Stockport County und die Wycombe Wanderers ausgeliehen.
Von 2011 bis 2013 spielte er für den Viertligisten Bradford City, mit dem er sensationell das Finale um den Ligapokal gegen Swansea City im Londoner Wembley-Stadion erreichte. In der 56. Minute des Spiels wurde er beim Stand von 0:3 (Endstand: 0:5) des Feldes verwiesen.
Im Juni 2013 unterschrieb Duke einen Zweijahresvertrag bei Northampton Town. Nach Auslaufen seines Vertrages kehrte er 2015 zu seinem Stammverein Alfreton Town in die sechstklassige National League North zurück.

## Sonstiges
- Am 5. Januar 2008 unterzog sich Duke einer Operation um sich einen Tumor entfernen zu lassen[1]. Sein Comeback nach der OP konnte er am 29. März beim 3:0-Sieg gegen FC Watford feiern.
- Am 1. Juni 2008 nahm Duke an Keep Your Eye On The Ball teil. 'Keep Your Eye On The Ball' ist ein Fünf-Kilometer-Lauf durch London, an dem jeder teilnehmen kann; das dadurch erlöste Geld wird dann an eine Wohltätigkeitsorganisation gespendet.[2]